# Ari Lehman

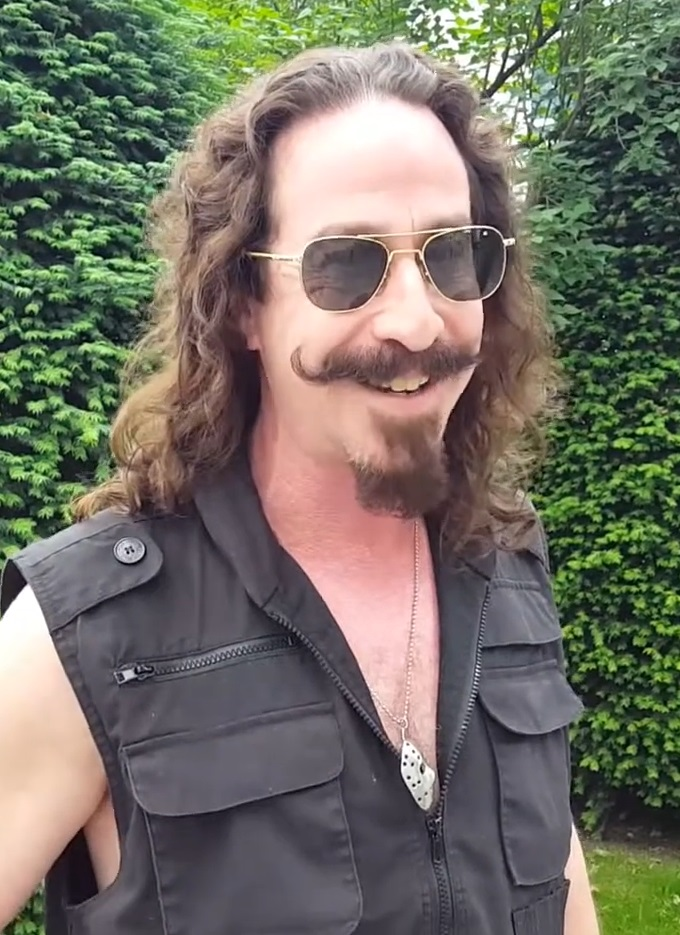
Ari Lehman, GCC München 2017

Ari Lehman (* 2. Mai 1965 in Brooklyn, New York) ist ein US-amerikanischer Schauspieler und Musiker, der als erster Jason Voorhees in Freitag der 13. (1980) bekannt wurde.

## Leben
Ari Lehman wuchs in Newport, Connecticut auf. Bereits in jungen Jahren erhielt er Klavierunterricht in Klassischer Musik und Jazz. Früh wurde sein Talent erkannt, so dass er vom bekannten Jazzpianisten Billy Taylor eine bundesweite Auszeichnung für sein Spiel am Jazz Piano erhielt sowie ein Stipendium für die Berklee School of Music.

## Filmografie (Auswahl)

### Kino
- 1978: Manny’s Orphans
- 1980: Freitag, der 13. (Friday the 13th)
- 1981: Freitag der 13. – Jason kehrt zurück (Friday the 13th Part 2)
- 2006: ThanXgiving
- 2008: Hell-ephone
- 2009: Terror Overload
- 2010: Night on Has Been Mountain
- 2010: Underground Entertainment: The Movie
- 2011: The Girl
- 2012: Deathwoods
- 2016: The Barn

### Kurzfilm
- 2008: Three Thug Mice